# Parafia św. Józefa Rzemieślnika w Koszalinie
Parafia pw. św. Józefa Rzemieślnika w Koszalinie – rzymskokatolicka parafia należąca do dekanatu Koszalin, diecezji koszalińsko-kołobrzeskiej, metropolii szczecińsko-kamieńskiej.

## Miejsca święte

### Kościół parafialny
Kościół pw. św. Józefa Rzemieślnika w Koszalinie

## Duszpasterze

### Proboszczowie
| Proboszczowie            | Okresy urzędowania w Parafii | Źródła | Uwagi                          |
| ------------------------ | ---------------------------- | ------ | ------------------------------ |
| ks. Franciszek Pacholski | 1975–1986                    | [ 1 ]  | (budowniczy kaplicy)           |
| ks. Leszek Król          | 1986–1987                    | [ 1 ]  |                                |
| ks. Józef Słowik         | 1987–1989                    | [ 1 ]  |                                |
| ks. Ryszard Hendzel      | 1989–2013                    | [ 1 ]  | (budowniczy obecnego kościoła) |
| ks. Tadeusz Kanthak      | 2013 - nadal                 |        |                                |